# Trifenylmethylchloride
Trifenylmethylchloride of tritylchloride is een witte tot beige vaste stof. Het is een corrosieve stof, die ernstige brandwonden of oogletsels kan veroorzaken.

## Synthese
Tritylchloride kan bereid worden door de reactie van trifenylmethanol met acetylchloride.

## Toepassingen
Tritylchloride wordt in chemische syntheses gebruikt om de omvangrijke beschermende groep tritylgroep (ook trifenylmethylgroep genoemd; afgekort als Tr) te leveren. Met tritylchloride zet men bijvoorbeeld een te beschermen hydroxylgroep om in een tritylgroep, met vrijgave van HCl. De hydroxylgroep kan naderhand vrijgesteld worden door hydrolyse van de tritylgroep. Dit gebruikt men onder meer tijdens de synthese van sucralose uit sacharose.
Met tritylchloride worden ook andere verbindingen gemaakt, zoals tritylamine dat in de plaats van ammoniak kan gebruikt worden om primaire amiden of amines te bereiden. De reactie van tritylchloride met zilverhexafluorfosfaat geeft tritylhexafluorfosfaat, dat gebruikt wordt als reagens of katalysator in een aantal chemische reacties.